# 翅斑海鱨
翅斑海鱨為輻鰭魚綱鯰形目海鯰科的其中一種，分布東太平洋區，從加利福尼亞灣至厄瓜多半鹹水水域、海域，本魚體圓潤，體色棕色，背部金屬藍，腹部銀白色，魚鰭黃綠色，臀鰭前端具一黑點，口大具絨毛狀齒，兩對觸鬚，體長可達95公分，棲息在沿岸海域、河口區，底棲性魚類，屬肉食性，背鰭及胸鰭具有毒棘，可做為食用魚。

## 擴展閱讀
維基物種上的相關：翅斑海鱨